# Calaway H. Dodson
Calaway Homer Dodson (Selma, 17 dicembre 1928 – Sarasota, 9 agosto 2020) è stato un botanico statunitense, noto in particolare come tassonomista e orchidologo.

## Biografia
Nacque in California e si specializzò in orchideologia già all'inizio della sua carriera. Nel corso della sua vita compì numerose spedizioni nell'America tropicale, e in particolare nelle Ande della Colombia, in Ecuador, in Perù e in Bolivia, dove raccolse informazioni e scoprì nuove specie di diversi generi di orchidea.
Nel 1960 iniziò, in collaborazione con Robert Dressler, una classificazione della Maxillaria delle Americhe. Nel 1965 presentò uno studio sugli agenti di impollinazione delle orchidee e sull'importanza che essi hanno nell'evoluzione dello sviluppo della famiglia delle Orchidaceae.
Nella primavera del 1973, venne nominato direttore esecutivo del nuovo Marie Selby Botanical Garden di Sarasota in Florida, di cui poi diventò  "Curatore onorario di orchidee". Nel 1975 creò il genere Dressleria (da Robert Dressler) e alcune varietà del genere Catasetum, da cui riclassificò altre varietà del genere Clowesia.
Dopo aver scritto numerose pubblicazioni sul mondo delle orchidee, si dedicò ad un nuovo progetto di classificazione delle famiglie di orchidee, con immagini e caratteristiche di tutte le specie del mondo. Al momento del suo decesso il progetto comprendeva la classificazione di 57.000 orchidee.

## Opere
- Clasificación de Maxillariae Dressler & Dodson (1960);
- Agentes de Polinización y su Influencia sobre la Evolución de la Familia Orquidacea (1965);
- Biology of the Orchids (1967);
- Icones Plantarum Tropicarum (1998) (con 2.400 illustrazioni e 9 nuove specie di Sobralia dell'Ecuador);
- Illustrated Plants of the Tropics C.H.Dodson, John Atwood. (1980–1993);
- Native Ecuadorian Orchids Volume 1, 2 e 3 (1993, 2001 e 2002).